# Theodor Alarik Wilander
Theodor Alarik Wilander, född 14 januari 1841 i Kuusamo, död 5 december 1909 i Nivala, var en finländsk domare.
Wilander, som var son till kaplanen, vicepastor Johan Gabriel Wilander och Susanna Karolina Ervast, blev student vid Kuopio gymnasium 1862, avlade domarexamen vid Helsingfors universitet 1865 och blev vicehäradshövding 1869. Han var borgmästare i Nykarleby 1871–1884 och domare i Piippola domsaga 1884–1905. Han ingick äktenskap första gången 1871 med Betty Adelaide Sofia Barck, död 1893; och andra gången 1900 med Elin Maria Kuhlefelt.